# تشقابور دارابي (مقاطعة دالاهو)
تشقابور دارابي (بالفارسية: چقابور دارابی) هي منطقة سكنية تقع في قسم غوراني الريفي (مقاطعة دالاهو) في إيران. يقدر عدد سكانها بـ 135 نسمة .